# The Paramour Sessions
| Оценки критиков | Оценки критиков                                                          |
| Источник        | Оценка                                                                   |
| --------------- | ------------------------------------------------------------------------ |
| AllMusic        | [ 1 ]                                                                    |
| IGN             | [ 4 ]                                                                    |
| Metal Hammer    | 4 из 5 звёзд · 4 из 5 звёзд · 4 из 5 звёзд · 4 из 5 звёзд · 4 из 5 звёзд |
| TuneLab Music   | [ 3 ]                                                                    |
| musicOMH        | [ 5 ]                                                                    |
| PopMatters      | (4/10)                                                                   |
| Rolling Stone   | [ 6 ]                                                                    |
| Sputnikmusic    | [ 7 ]                                                                    |
| Toronto Sun     | [ 8 ]                                                                    |
| Uptown Magazine | C−                                                                       |

The Paramour Sessions — пятый студийный альбом калифорнийской рок-группы Papa Roach, выпущенный 12 сентября 2006 года на лейбле Geffen Records.

## Об альбоме
Группа выбирала в качестве названия место, где проходила запись — особняк Парамур.
«…To Be Loved» стал первым синглом с альбома, на который был снят клип; вторым стал клип на песню «Forever».

## Список композиций
| №   | Название                        | Длительность |
| --- | ------------------------------- | ------------ |
| 1.  | «…To Be Loved»                  | 3:03         |
| 2.  | «Alive (N’ Out of Control)»     | 3:22         |
| 3.  | «Crash»                         | 3:21         |
| 4.  | «The World Around You»          | 4:35         |
| 5.  | «Forever»                       | 4:06         |
| 6.  | «I Devise My Own Demise»        | 3:36         |
| 7.  | «Time Is Running Out»           | 3:23         |
| 8.  | «What Do You Do?»               | 4:22         |
| 9.  | «My Heart Is a Fist»            | 4:58         |
| 10. | «No More Secrets»               | 3:15         |
| 11. | «Reckless»                      | 3:34         |
| 12. | «The Fire»                      | 3:32         |
| 13. | «Roses on My Grave»             | 3:13         |
| 14. | «The Addict» (iTunes Exclusive) | 3:26         |

| №   | Название                  | Длительность |
| --- | ------------------------- | ------------ |
| 14. | «Scars» (Live In Chicago) | 3:38         |
| 15. | «SOS»                     | 2:44         |

| №   | Название                          | Длительность |
| --- | --------------------------------- | ------------ |
| 14. | «Heridas» (Scars Spanish Version) | 3:28         |

## Участники записи
Papa Roach
- Джекоби Шэддикс — вокал
- Джерри Хортон — гитара
- Тобин Эсперанс — бас-гитара
- Дэйв Бакнер — барабаны